# ئی‌ام‌دی اس‌دابلیو۷
ئی‌ام‌دی اس‌دابلیو۷ (انگلیسی: EMD SW7) یک لوکوموتیو دیزلی شانتر ساخت شرکت جنرال موتورز الکترو-موتیو دیزل است.
این لوکوموتیو که مابین سال‌های ۱۹۴۹ تا ۱۹۵۱ تولید می‌شده دارای ۱۲ سیلندر و ۱۲۰۰ اسب بخار قدرت بوده‌است.